# Карстула
Карстула (фін. Karstula) — громада в провінції Центральна Фінляндія, Фінляндія. Загальна площа території — 963,47 км², з яких 76,22 км² — вода. 

## Історія
21 серпня 1808 під Карстулою відбулася одна із ключових битв Російсько-шведської війни 1808—1809, між частинами російської армії під командуванням генерала Властова і шведськими військами под командуванням Генріка Отто фон Фріанда.

## Демографія
На 31 січня 2011 в громаді Карстула проживало 4496 чоловік: 2258 чоловіків і 2238 жінок. 
Фінська мова є рідною для 99,25% жителів, шведська — для 0%. Інші мови є рідними для 0,75% жителів громади. 
Віковий склад населення: 
- до 14 років — 15,15%
- від 15 до 64 років — 60,08%
- від 65 років — 25,02%

Зміна чисельності населення за роками:  
| Рік  | Чисельність |
| ---- | ----------- |
| 1980 | 5582        |
| 1990 | 5610        |
| 2000 | 5137        |
| 2010 | 4507        |
| 2011 | 4496        |